# Betson Enterprises
Betson Entreprises est une entreprise américaine fondée en 1960, basée à Carlstadt dans le New Jersey, qui fabrique et distribue des juke-box, des équipements de billard, toute sorte de jeux d'arcade comme des crane games et des jeux vidéo.  Elle a été créée en 1960, née de la séparation de la branche distribution de H. Betti Industries.

## Historique
Fondé en 1934 par Humbert S. Betti, H. Betti Industries a commencé ses activités dans de domaine de la fabrication et la vente de juke-box. En 1955, l'entreprise commence à développer ses activités dans la distribution de fournitures de billard, tout en supportant le domaine croissant du divertissement. En 1960, H. Betti Industries rebaptise son secteur distribution Betson Enterprises.
Au cours des années 1960 et 1970, Betson Enterprises s'agrandit grâce à l'ouverture plusieurs bureaux à travers le nord-est et la côte ouest des États-Unis. Dans les années 1980, Betson Enterprises connait le succès grâce à l'importation de crane games aux États-Unis et à l'engouement du jeu vidéo qui s'est emparée de l'Amérique.
Durant les années 1990 et 2000, Betson Enterprises axe ses objectifs sur de nouveaux produits que sont les jeux d'arcade, grâce à des partenariats avec des entreprises comme American Laser Games (Mad Dog McCree), Taito, Konami et Raw Thrills.
Betson Entreprises est le plus grand distributeur de gamme complète de loisirs et de l'équipement automatique en Amérique du Nord. Betson Enterprises a reçu le American Amusement Machine Association (AAMA) Distributor of The Year Award 2010, 2011 et 2012

## Liste de jeux vidéo
- Aliens Armageddon 42’ Fixed Gun
- Aliens Armageddon 55’ Deluxe
- Aliens Extermination
- Arcade Legends 3
- Arcade Legends 3 Pedestal
- Batman 42’ DLX
- Beer Pong Master
- Big Buck HD 32in Dedicated
- Big Buck HD 42in Dedicated
- Big Buck HD Panorama
- Big Buck HD Panorama with 42in Monitor
- Dark Escape 4D Deluxe
- Dead Heat
- Dead Heat 42in Deluxe
- Deadstorm Pirates
- Deadstorm pirates Upright
- Dirty Drivin
- Djmax Technika 3
- Dream Raiders
- Funglo Pedestal
- Golden Tee Golf 2012
- Golden Tee Live 2012
- Golden Tee Unplugged
- GRID
- GRID 42’ Deluxe
- H2overdrive 32’
- H2overdrive 42’
- Mad Wave Motion Theater
- Ms. Pac-Man and Galaga
- Nicktoons Nitro
- Operation Ghost 42in
- Pac-Man 25th Anniversary Model
- Pac-Man's Arcade Party
- Pac-Man's Arcade Party Cocktail Table
- Pac-Man Battle Royale
- Pac-Man Battle Royale Deluxe
- Pac-Man Ticket Mania
- Powerputt Live 2013
- Prize Farm
- Putt! Championship Edition
- ReRave Arcade
- ReRave Plus
- Sea Wolf 55’
- Shhh...! Welcome to Frightfearland 42’
- Shhh...! Welcome to Frightfearland 50’
- Winter X Games: Snocross
- Stomper DLX
- Super Bikes 2
- Super Cars 42’
- Target Toss Pro: Lawn Darts and Bags Pedestal
- Terminator Salvation 42’
- The Swarm
- Transformers 42’ deluxe
- Transformers 55’ Theatre
- Twisted Nitro Stunt Racing 32’
- Twisted Nitro Stunt Racing 42’
- Typhoon
- Ufo Stomper
- Virtua Tennis 4
- XD Theater Dark Ride